# 先农坛
先农坛建筑群是明清两代皇帝祭祀先农诸神和太岁诸神和举行亲耕的地方，位于北京市西城区南中轴线西侧，与天坛东西相对，遥相呼应。是全国重点文物保护单位。2024年7月27日，先農壇作为「北京中轴线——中国理想都城秩序的杰作」的组成部分，入選世界遗产。

## 历史

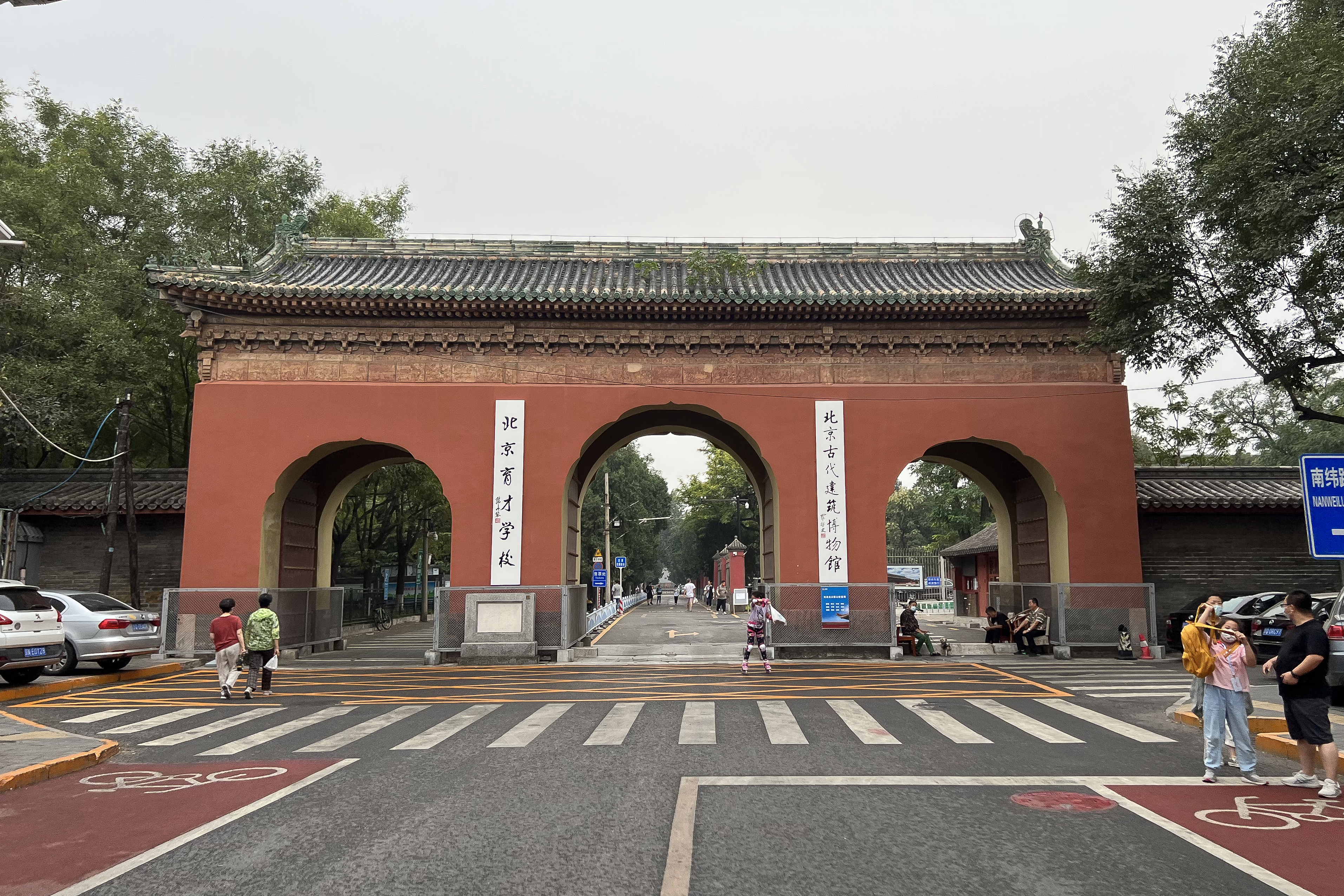
先农坛北门，挂有北京市育才学校和北京古代建筑博物馆两块牌子

明朝永乐十八年（1420年），先农坛建于北京南郊，当时称山川坛，嘉靖九年（1530年）改建为天神、地祇二坛。后来天顺二年（1458年）等不断有修缮和新增建筑。 
民国以后先农坛逐渐衰败，后很多建筑被拆除。1916年，先农坛被辟为城南公园。1936年，在原址东南角盖起北平公共体育场，后更名先农坛体育场。1949年1月，北平和平解放。7月华北育才小学（后称北京市育才学校）迁入北京，进驻先农坛。先农坛太岁殿被育才学校占用，具服殿被中国医学科学院药物研究所占用。
1979年被列为北京市重点文物保护单位。1997年，育才学校图书馆从俱服殿搬出。1998年和2000年，世界文化遗产基金会为先农坛的修缮提供了资金。1998年和1999年，美国运通基金会为北京先农坛的俱服殿和神厨的修缮提供了资金。2001年，被列为第五批全国重点文物保护单位。现在先农坛建筑群设有北京古代建筑博物馆。2024年7月27日，先農壇作为「北京中轴线——中国理想都城秩序的杰作」的组成部分，入選世界遗产。

## 主要建筑
先农坛建筑群可以可分为三组，即先农坛（先农神坛、神厨库院、神仓院、俱服殿、观耕台、庆成宫），太岁殿（太岁殿院和焚帛炉）和天神地祇坛。

### 先农坛

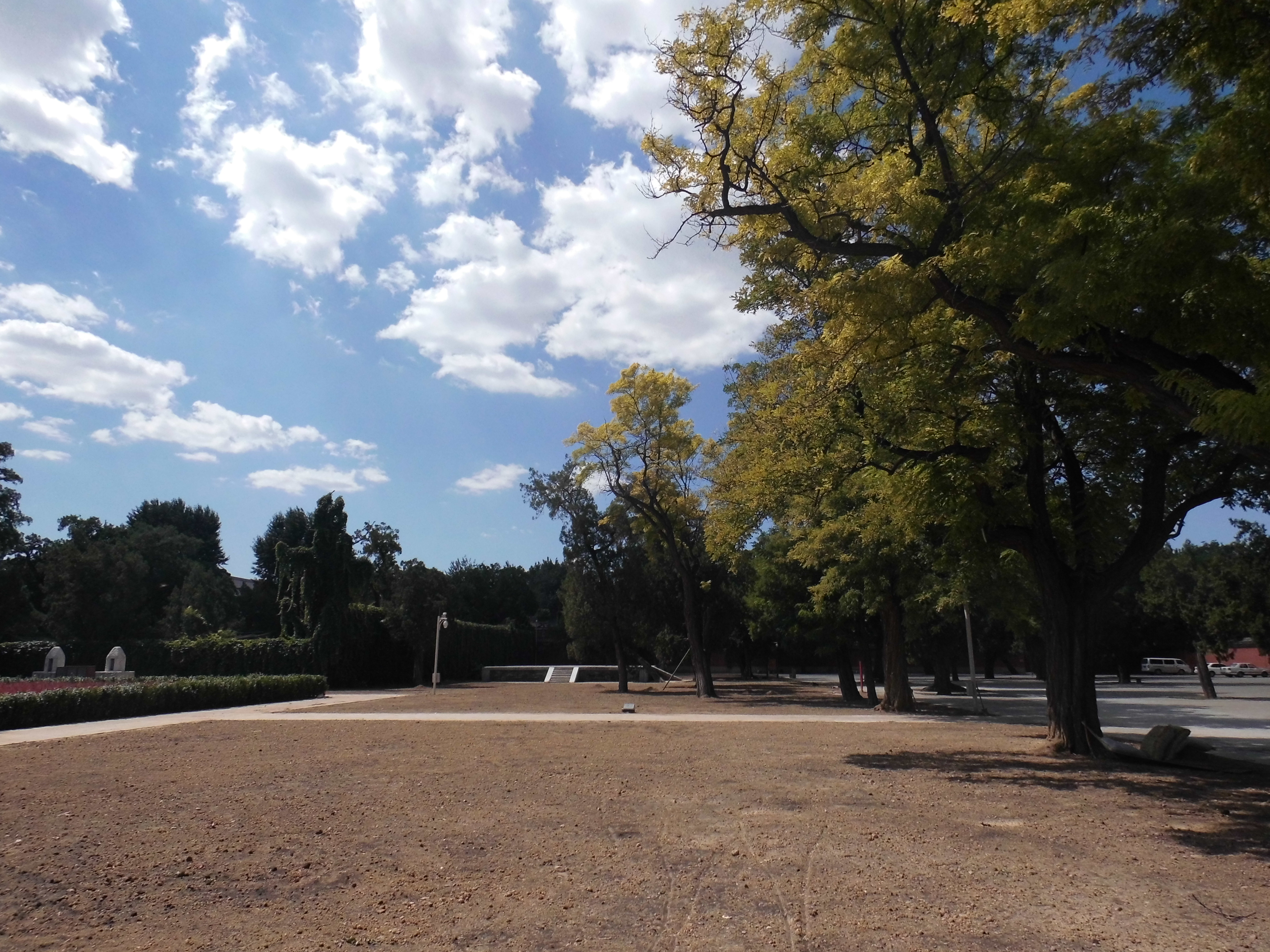
先农坛

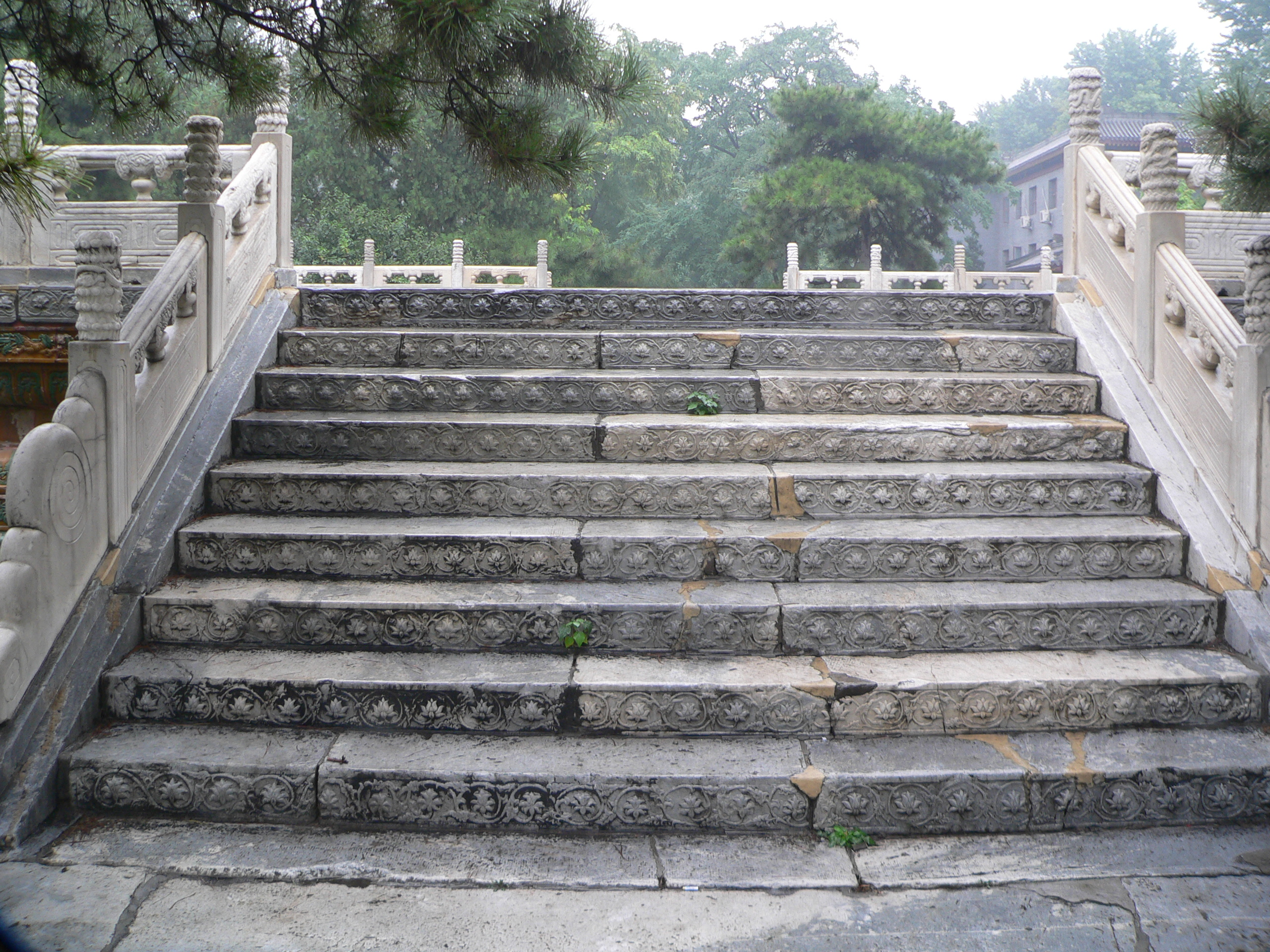
先农坛观耕台汉白玉台阶

- 先农神坛：先农神坛是皇帝祭祀先农神的祭坛。先农神坛呈方形见方约15米，高一层约1.5米，由石包砖砌，四面有台阶各8级。
- 宰牲亭：宰牲亭是祭祀宰杀牺牲的亭子。
- 神厨神库院：神厨库院是存放先农诸神神位和准备牺牲祭品的院落，位于先农神坛的正北。 由正殿，东、西配殿和两座六角井亭组成，正殿称为神版库用供奉先农神的牌位，东配殿为神库，存放祭祀和亲耕用品的地方，西配殿为神厨。
- 具服殿：具服殿为皇帝亲耕前更换亲耕礼服的地方，位于观礼台的北方。
- 观耕台：观耕台为皇帝亲耕完毕， 观看王公大臣们耕作的高台。 观耕台呈方形见方18米，高一层1.9米,四面各有台阶9级，台阶踏步由汉白玉条石砌成，侧面雕有莲花图案。
- 一亩三分地：一亩三分地是皇帝亲耕的田地，位于观礼台的南方。俗语所说的一亩三分地就是由此而来。
- 神仓院：神仓院是存放耕田收获的谷物的地方，亲耕收获的谷物供北京各坛、寺庙祭祀使用。 院子分为前后两个院，前院有收谷亭、圆廪神仓和库房，后院是祭器的库房。神仓院建于清乾隆十七年（1752年）。
- 庆成宫：庆成宫是皇帝祭祀和亲耕后犒劳百官的地方。庆成宫始建于明天顺二年（1458年），原称斋宫，乾隆二十年（1755年）改今名。庆成宫设宫门两座，院内东侧原有一座钟楼。主要建筑是前殿、后殿及东西配殿，前殿设有月台。

### 太岁坛

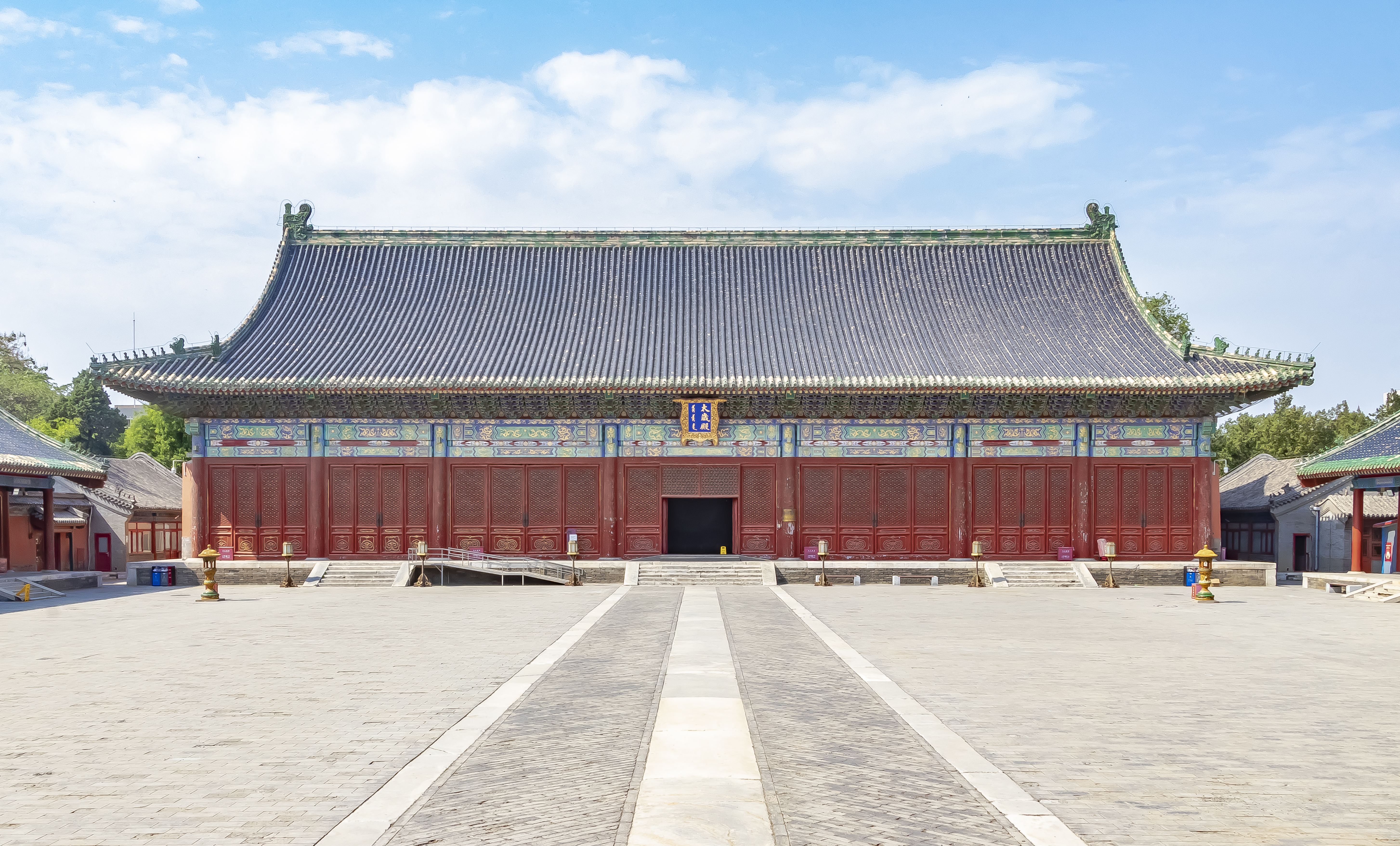
先农坛太岁殿

太岁坛，又称太岁殿，位于先农神坛东北，是祭祀太岁神及十二月将神的院落。 建筑有太岁殿，拜殿及东西配殿， 太岁殿正殿祭祀太岁神，东西配殿祭祀十二月将神
在太岁殿院外东南侧还有用于焚烧祭祀太岁诸神的祝帛祭品的焚帛炉，为砖仿木结构无梁建筑。

## 祭祀和亲耕仪式
祭祀先农和亲耕的传统，可以追溯到周朝，但不是每年举行。明清两代，成为国家重要的祭祀典礼。每年仲春亥日皇帝率百官到先农坛祭祀先农神并亲耕（称为藉田礼）。在先农神坛祭拜过先农神后，在俱服殿更换亲耕礼服，随后到亲耕田举行亲耕礼。亲耕礼毕后，在观耕台观看王公大臣耕作。
秋天，亲耕田收获后，将谷物存放在神仓院，供北京九坛八庙祭祀使用。

## 北京古代建筑博物馆

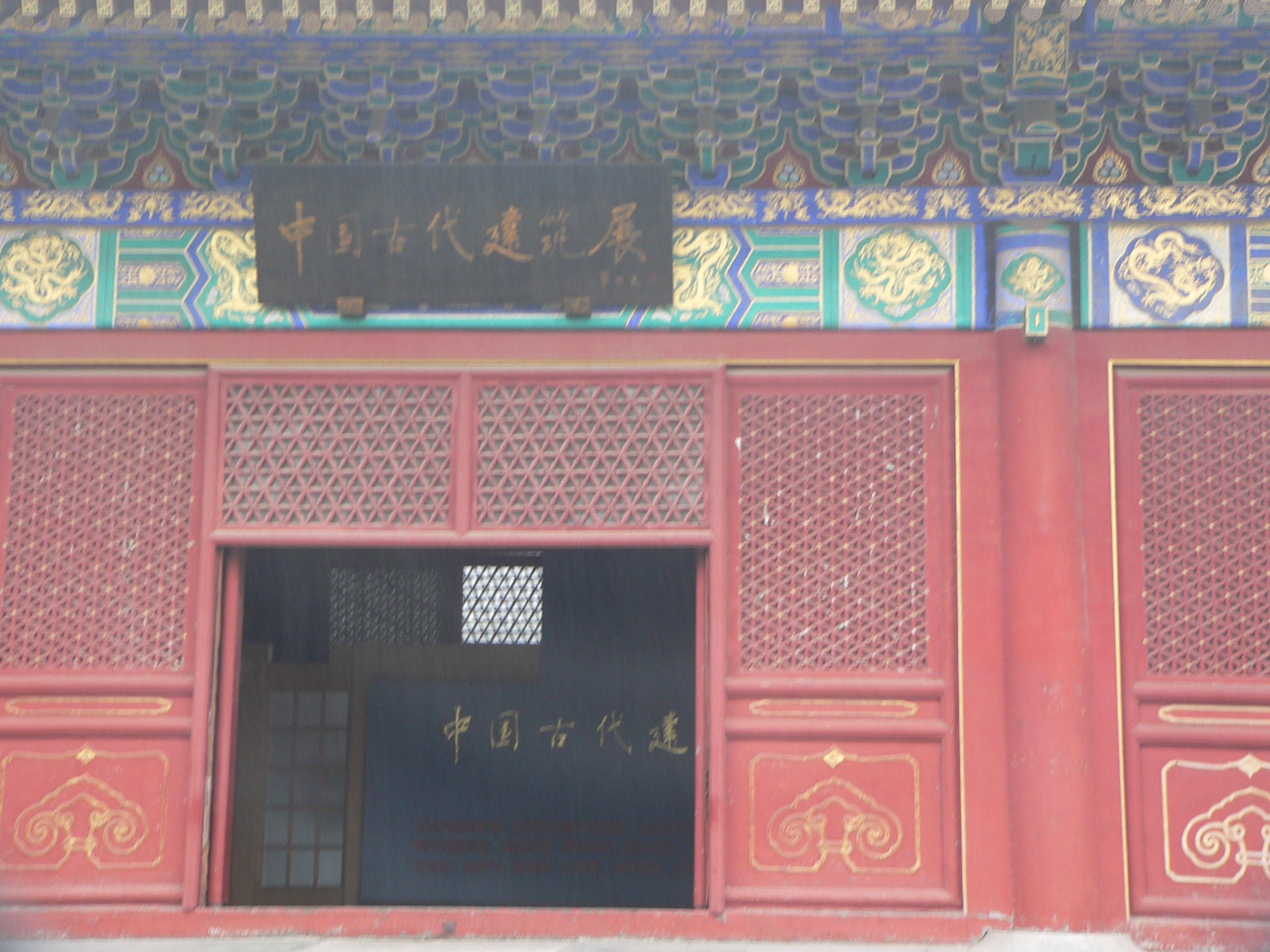
中国古代建筑展

北京古代建筑博物馆是北京市文物局直属单位，坐落于北京先农坛古建筑群内，落成于1991年9月，同年9月25日向公众开放，博物馆主要有《中国古代建筑展》（太岁殿院内）和《北京先农坛历史文化展》。
《北京先农坛历史文化展》位于神厨神仓院内，共分为先农文化、祭祀盛典、建筑景观、百年沧桑四个部分。
在太岁殿院内，还摆放了很多石狮子、门墩等石刻艺术品。

### 引用
1. ↑  . 新华网. 2024-07-27  [2024-07-27]. （原始内容存档于2024-07-28）.